# Pseudopaludicola mystacalis
Pseudopaludicola mystacalis és una espècie de granota que viu a l'Argentina, Bolívia, el Brasil, el Paraguai i, possiblement també, Uruguai.
Està amenaçada d'extinció per la pèrdua del seu hàbitat natural.